# غاليليو (مسبار فضاء)

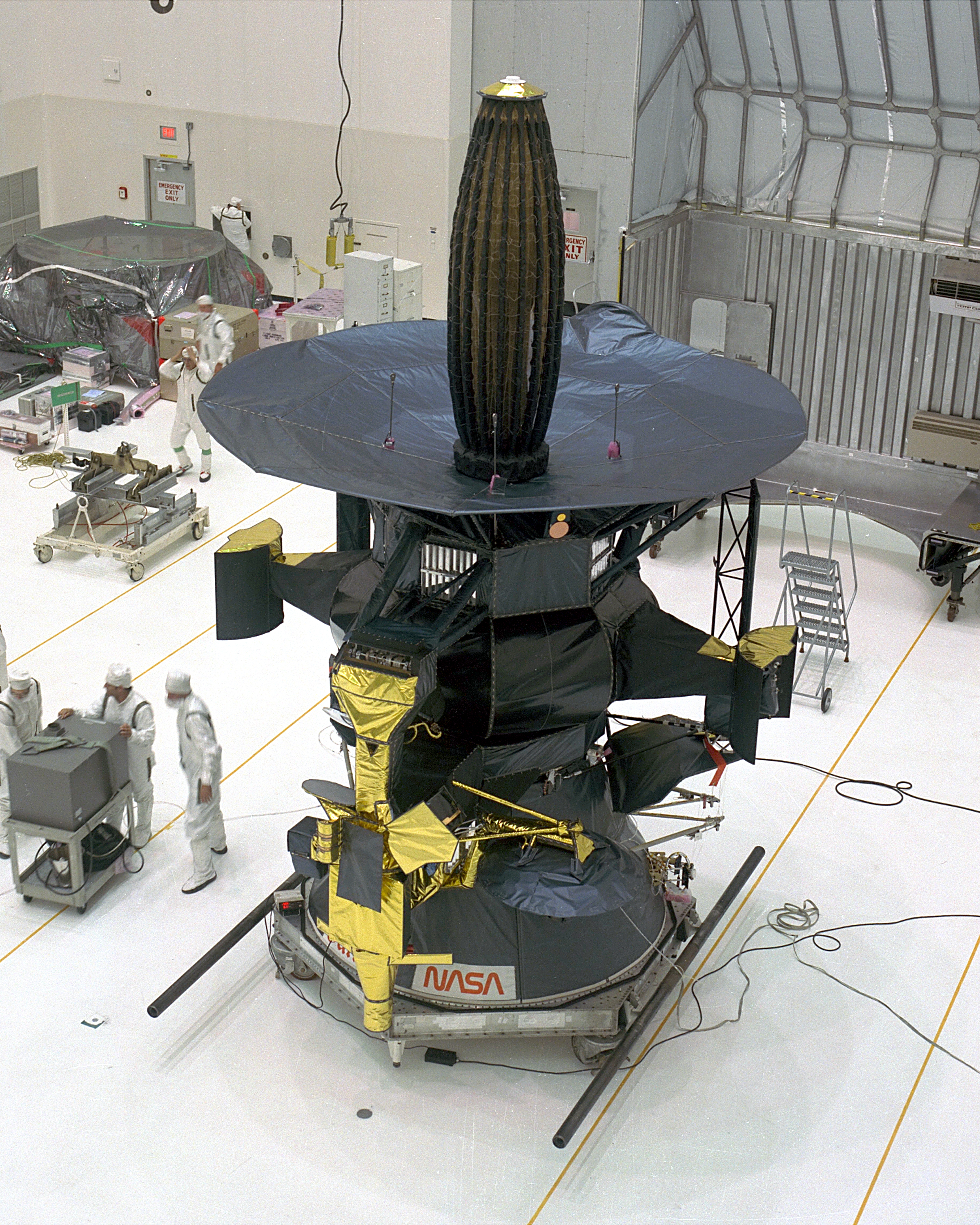
غاليليو في 3 أغسطس 1989

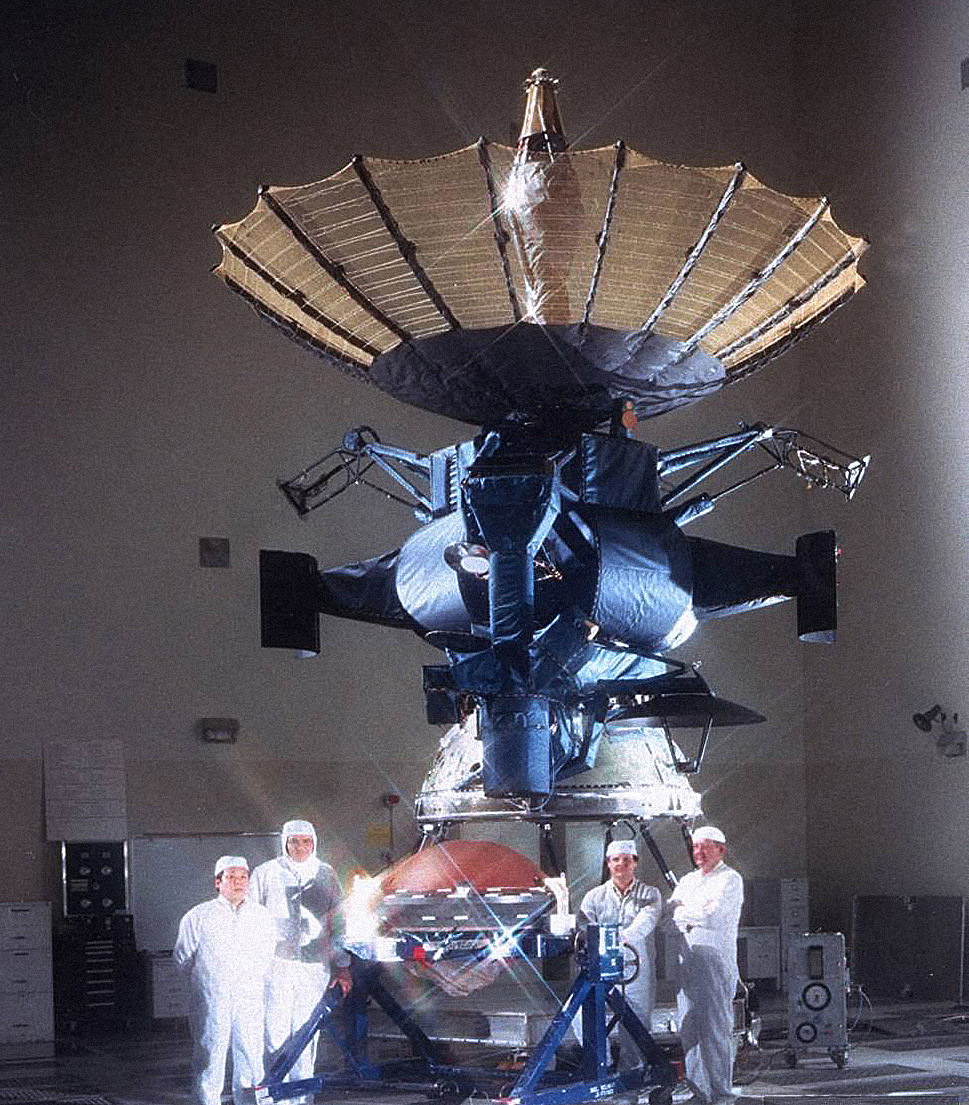
صورة لجاليليو مع هوائيه عالي الكسب، يعمل في نطاق التردد شديد الارتفاع، قبل الإطلاق.

غاليليو مركبة فضائية غير مأهولة أرسلتها وكالة ناسا لدراسة كوكب المشتري وأقماره. سميت على اسم عالم الفلك غاليليو غاليلي، أطلقت في 18 أكتوبر، 1989 من قبل مكوك الفضاء اتلانتيس. ووصل إلى كوكب المشتري في 7 ديسمبر، 1995.
استطاع الدخول حوالي 200 كيلومترا داخل الغلاف الجوي للمشتري، وقبل أن يدمر، نقل كماً هاما من المعلومات والبيانات حول النشاط الجوي على الكوكب، بينما بقي المسبار في اطار عملية لجمع البيانات العلمية من الغلاف الجوي لكوكب المشتري، والحقل المغناطيسي، النظام الدائري وأقماره الرئيسية مثل أيو وأوروبا وحتى نهاية مهمته سنة 2003. من بين الاكتشافات العلمية الرئيسية للمهمة هي عثوره على محيطات تحت سطح قمر أوروبا.

## نظرة عامة
كوكب المشتري هو أكبر كوكب في المجموعة الشمسية، إذ تزيد كتلته عن ضعفي كتلة جميع الكواكب الأخرى مجتمعة. بدأت خطط إرسال مسبار إلى كوكب المشتري في عام 1959، عندما طور مختبر الدفع النفاث التابع للإدارة الوطنية للملاحة الجوية والفضاء (ناسا) أربعة مفاهيم للمهمة:
- ستحلق الرحلات الفضائية العميقة عبر الفضاء بين الكوكبي؛
- ستمر مهمات التحليق القريب بالقرب من الكواكب، ويمكنها زيارة كواكب متعددة في مهمة واحدة؛
- ستضع المهمات المدارية مسبارًا حول كوكب ما لدراسته بالتفصيل؛
- مهمات الدخول في الغلاف الجوي للكواكب والهبوط على السطح لاستكشاف الغلاف الجوي والسطح.[6]

تمت الموافقة على مهمتين إلى كوكب المشتري، بيونير 10 وبيونير 11، في عام 1969، مع تكليف مركز أبحاث أميس التابع لناسا بمسؤولية التخطيط للمهمتين. أُطلِقت مهمة بايونير 10 في مارس 1972 ومرت بكوكب المشتري من على بعد 200000 كيلومتر (120000 ميل) في ديسمبر 1973. تبعتها مهمة بايونير 11، التي أُطلِقت في أبريل 1973، والتي مرت بالمشتري من على بعد 34000 كيلومتر (21000 ميل) في ديسمبر 1974، قبل التوجه إلى زحل. بعد ذلك، أُطلِقت المركبتان الفضائيتان الأكثر تقدمًا فوياجر 1 وفوياجر 2، اللتان أُطلِقتا في 5 سبتمبر و 20 أغسطس 1977 على التوالي، ووصلتا إلى المشتري في مارس ويوليو 1979.

## الرحلة
كان من المفترض إطلاق المركبة إلى المشترى عام 1986 بعد رحلة لمكوك الفضاء تشالنجر، لكن تشالنجر انفجر بعد ثوان من إطلاقه في يناير من نفس العام وهو ما أدى إلى تاجيل إطلاق غاليليو حتى سنة 1989، واطلق غاليليو من مكوك الفضاء اتلانتيس من مدار الأرض عن طريق الزهرة بالعبور قرب الأرض مرتين، دامت رحلته ست سنوات للوصول إلى المشتري.

## مسبار غاليليو

رسم متحرك لمسار جاليليو من 19 أكتوبر 1989 إلى 30 سبتمبر 2003م.
غاليليو•
المشتري•
الأرض•
الزهرة•
951 غاسبرا•
243 إيدا

أُطلق المسبار لإنزاله على المشتري ، والذي كان وزنه نحو 320 كيلوجرام ومساحته حوالى 1.3 متر، وكان يحميه درع واقي من الحرارة قادرا على تحمل درجات حرارة مرتفعة التي تنتج بسبب اختراق الغلاف الجوي العلوي لكوكب المشتري بسرعة 48 كم / ثانية، وهذه السرعة قريبة من سرعة الإفلات. و بعد تخلصه من الدرع الواقي واصل هبوطه ببطء بواسطة المظلة، ثم ازدادت كثافة الغيوم وقام المسبار بقياس رياح بلغت سرعتها خمسمائة كيلومتر في الساعة تدفعها حرارة المشتري . أرسل المسبار بيانات لمدة 50 دقيقة على طول مسافة 150 كيلومترا، بعدها انقطعت الاتصالات به، ومن المرجح أنه دمر بسبب الضغط العالي ودرجة الحرارة في الغلاف الجوي العميق.
من بين النتائج البارزة التي تم الحصول عليها وجد أن جو المشتري يحتوي على نسبة أكبر من العناصر الثقيلة كالكربون والنيتروجين، والنيون وغيرها.

## نتائج المهمة
قطعت نحو 4.6 مليار كيلومتر ودارت غاليليو في فلك المشترى 34 مرة وحصلت على أول قياسات مباشرة للغلاف الجوي للكوكب عن طريق إرسال مجس في منطاد هبط على الكوكب في عام 1995. وتوصلت إلى دلائل على وجود محيطات مياه مالحة تحت سطح عدد من الأقمار التابعة للمشترى مثل أوروبا وجانيميد وكاليستو كما درست البراكين النشطة الشديدة الحرارة على القمر ايو.
1. يختلف تكوين كوكب المشتري عن تكوين الشمس، مما يشير إلى أن كوكب المشتري تطور منذ تشكل النظام الشمسي.[8][9]
2. قام جاليليو بأول تسجيل لسحب الأمونيا في الغلاف الجوي لكوكب آخر. يشكل الغلاف الجوي جزيئات جليد الأمونيا من المواد القادمة من أعماق أقل.[8]
3. تم تأكيد أن قمر آيو يتمتع بنشاط بركاني واسع النطاق أكبر بمقدار 100 مرة من النشاط البركاني الموجود على الأرض. الحرارة وتكرار الانفجارات البركانية تشبه الأرض المبكرة.[8][9]
4. التفاعلات البلازمية المعقدة في الغلاف الجوي لقمر آيو تخلق تيارات كهربائية هائلة ترتبط بغلاف كوكب المشتري الجوي.[8][9]
5. تدعم العديد من الأدلة من جاليليو النظرية القائلة بوجود محيطات سائلة تحت السطح الجليدي لقمر أوروبا.[8][9]
6. يتمتع قمر جانيميد بمجال مغناطيسي كبير خاص به - وهو أول قمر معروف يمتلك مثل هذا المجال.[8][9]
7. قدمت بيانات جاليليو المغناطيسية دليلاً على أن أوروبا وجانيميد وكاليستو يحتووا على طبقة من الماء المالح السائل تحت السطح المرئي.[8]
8. هناك أدلة على أن أوروبا وجانيميد وكاليستو يحتووا جميعهم على طبقة رقيقة من الغلاف الجوي تُعرف باسم «الغلاف الخارجي المرتبط بالسطح».[8][9]
9. يتكون نظام حلقات المشتري من الغبار الذي يرتفع عندما تصطدم النيازك بالأقمار الداخلية الأربعة الصغيرة للكوكب. تتكون الحلقة الخارجية في الواقع من حلقتين، واحدة مدمجة مع الأخرى.[8][9]
10. حددت مركبة جاليليو الفضائية البنية العالمية وديناميكيات الغلاف المغناطيسي للكوكب.[8]

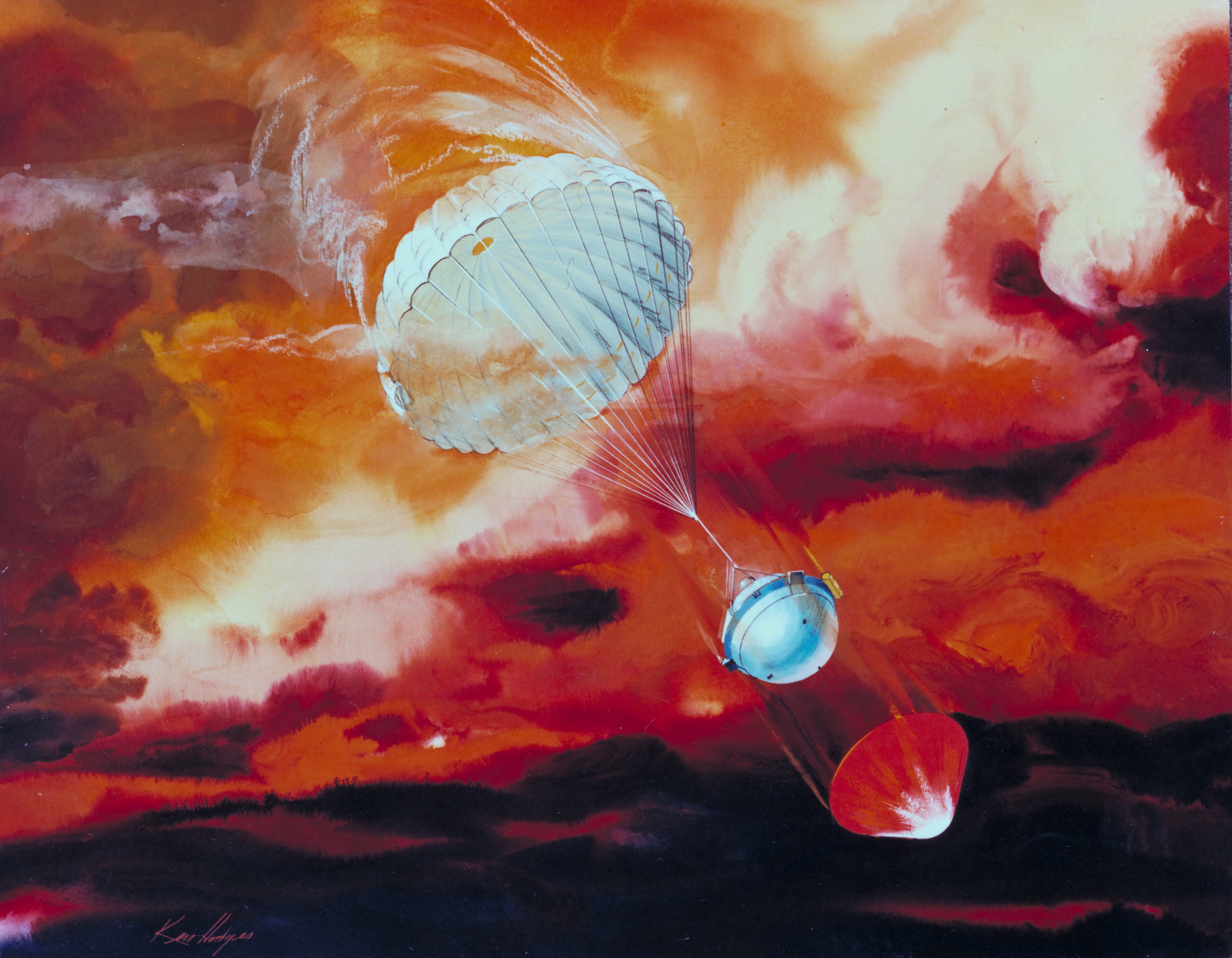
تصور فني لدخول المسبار إلى الغلاف الجوي لكوكب المشتري
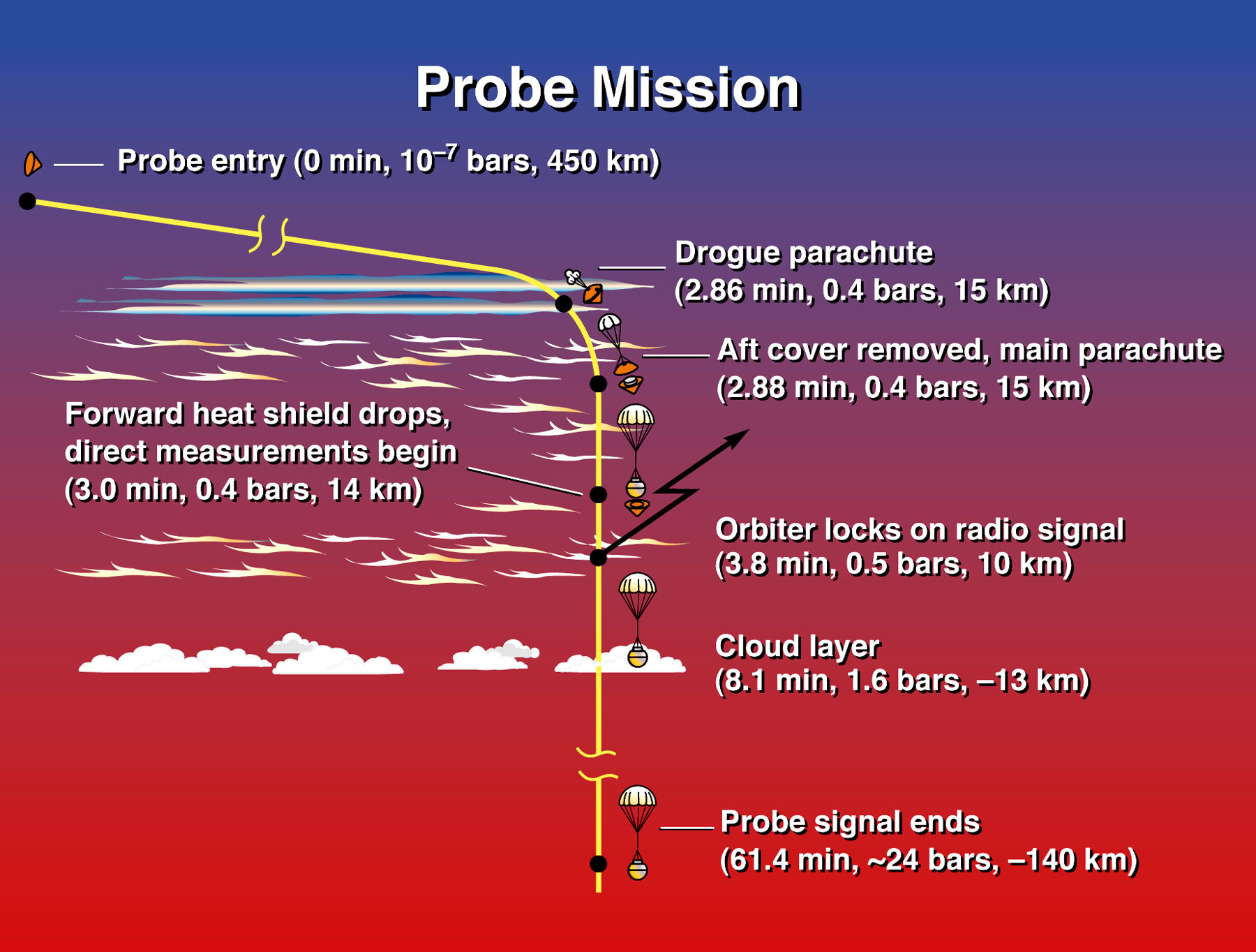
الخط الزمني لدخول المسبار إلى الغلاف الجوي
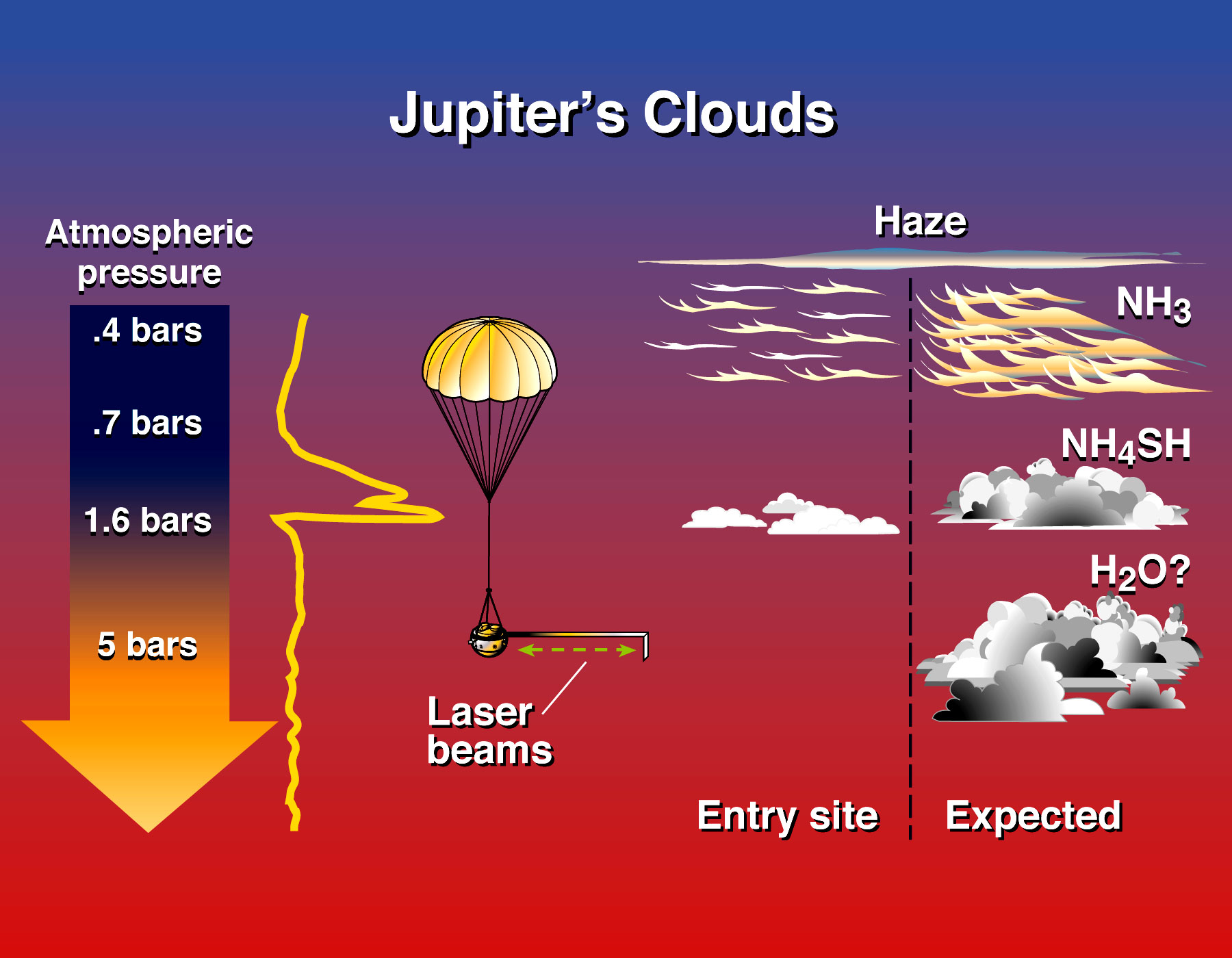
سحب المشتري – النتائج المتوقعة والفعلية لمهمة المسبار الجوي جاليليو

### نهاية المهمة
تجاوزت عمرها الافتراضي بست سنوات، وكان مستوى الوقود في المركبة منخفضا جدا بشكل جعلها غير قادرة على توجيه جهازها لنقل المعلومات نحو الأرض أو حتى تعديل مسارها. ورغم ذلك، وحتى حدود الساعة قبل «الانتحار الاختياري» كانت غاليليو تواصل مهمتها بإرسال مزيد من المعلومات والصور إلى الأرض.
أنهت مركبة الفضاء غاليليو مهمتها التي استمرت لأعوام، كما هو متوقع بارتطام ناري بالكوكب الضخم المشترى، لضمان عدم ارتطامه بالقمر أوروبا وتلويث محيطاتها المتجمدة الشاسعة بأنواع من البكتريا قد تحملها المركبة الأرضية، حيث يعتقد العلماء أن القمر من أكثر الكواكب في المجرة الشمسية الذي تشابه بيئته الأرض وإمكانية نشوء حياة فيه.
سارت بقوة دفع منخفضة بعد أن حددت مسارا بالاندفاع نحو الغلاف الجوي للكوكب العملاق لترتطم به جنوب المدار بسرعة 100.000 عقدة، بلغت حرارة الاحتراق ضعف حرارة سطح الشمس.

## وصلات خارجية
- مهمة جاليليو (إنجليزية)
- بعثة سفينة الفضاء غاليليو من مجلة العلوم الأمريكية - النسخة العربية نسخة محفوظة 14 نوفمبر 2016 على موقع واي باك مشين.